# 쇠렌 키르케고르 학회
쇠렌 키르케고르 학회(영어: Søren Kierkegaard Society U.S.A.)는 쇠렌 키르케고르의 철학과 신학의 연구를 증진할 목적으로 결성된 미국의 철학 단체이다. 이 학회는 미국 종교 아카데미와 미국 철학 협회에 소속되어 있다.

## 같이 보기
- 키에르케고르
- 한국키에르케고어학회